# Гави
Гави (на италиански: Gavi) е град и община в провинция Алесандрия (AL), в регион Пиемонт, в Италия с 4749 (на 31 декември 2011) жители.
Общината има площ 50,9 км² и се намира на 34 км от столицата на провинцията Алесандрия на височина от 233 м н.м.в. на дясния бряг на река Леме, където се слива с Рио Неироне.
Регионът е заселен още през Неолита. По време на Римската империя мястото е военен пост за защита на пътя Виа Постумия. След ликвидирането на Рим (476 г.) градът е завладян от сарацините и тогава според легендата принцеса Гавия построява първия замък. По-късно князете на Гави са съюзници на император Барбароса, който се оттегля тук след битката при Леняно. През 1202 г. Гави е към Република Генуа. След това е управляван от фамилията Висконти и от Франция до 1528 г.
През 1625 г. замъкът на Гави е направен на крепост, която е напусната през 1859 г. и става цивилен затвор. През 1805 г. е към Кралство Сардиния. През Втората световна война служи като лагер за военни пленници.